# Ричард Мейсън
Ричард Мейсън (на английски: Richard Mason) е съвременен англоезичен писател от южноафрикански произход.

## Биография
Той е роден в Йоханесбург, Южна Африка. На 10-годишна възраст се преселва да живее заедно с родителите си в Англия, където учи в Итънския колеж и в Оксфорд. Постига изключителен успех с първия си роман The Drowning People, който издава на 22 години и е преведен на 22 езика.

## Произведения
- The Drowning People (1999)
- Us (2004)
- The Lighted Rooms (2008)
- The History of a Pleasure Seeker (2011)
- Who Killed Piet Barol? (2016)